# Nötön-Åråsviken
Nötön-Åråsviken är ett naturreservat i Kristinehamns kommun och i Gullspångs kommun.
Reservatet ligger i nordöstra delen av Vänern vid gränsen mellan Västra Götalands län och Värmlands län. Reservatet täcker en yta av cirka 3 000 hektar varav 622 hektar utgörs av land. Det grundades 1971 och är klassificerad som Natura 2000 område. Reservatet är formellt uppdelat i två delar, ett per län, Nötön-Åråsviken (del i Värmlands län) och Nötön-Åråsviken (del i Västra Götalands län)

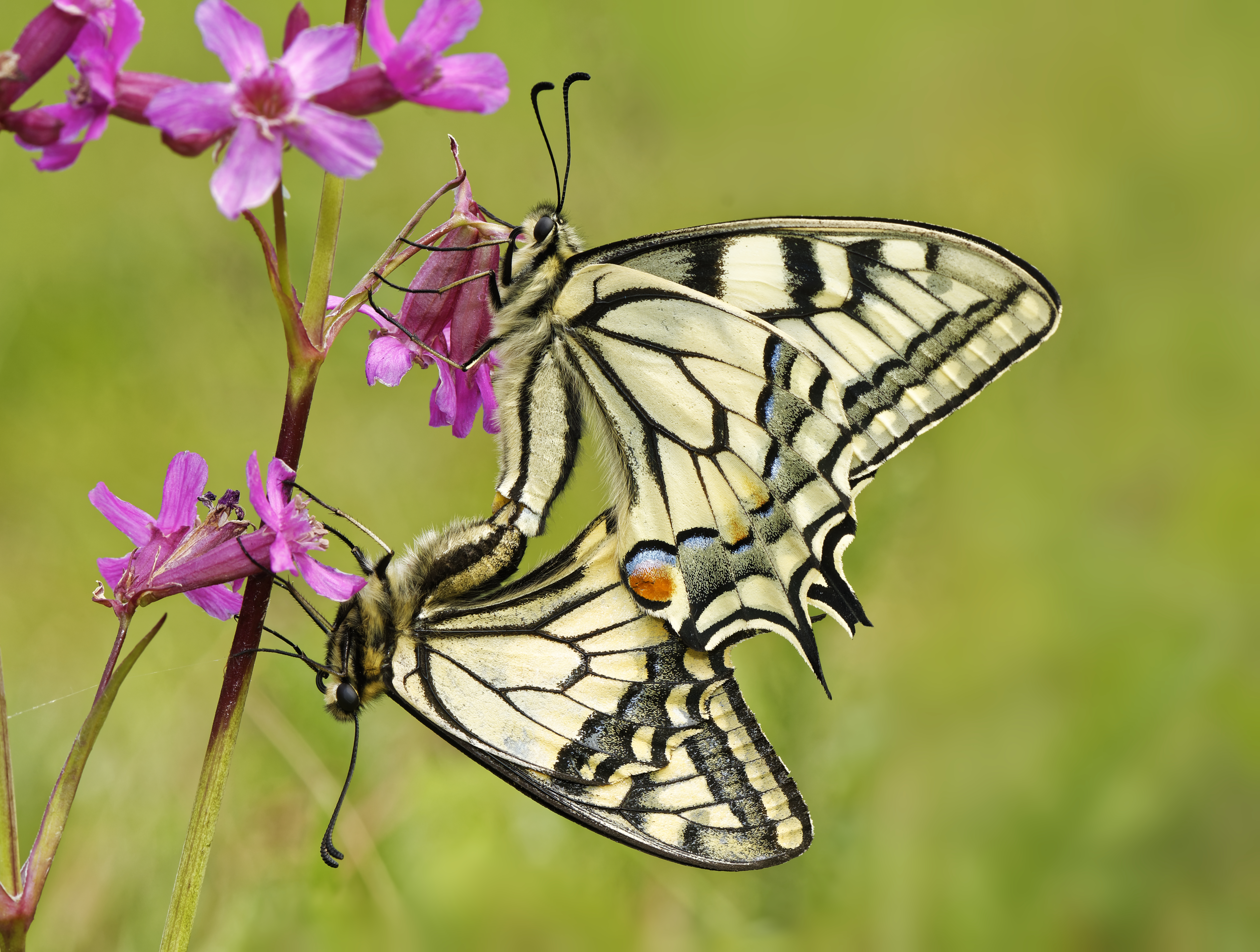
Två makaonfjärilar (Papilio machaon) som parar sig i Nötön-Åråsviken naturreservat

Det fridlysta området skapades under senaste istiden och kännetecknas av många långsträckta öar med jämförelsevis smala farleder mellan dem som delvis är igenvuxen med bladvass. På land varierar landskapstyperna mellan skogar, naturliga ängar, träskmarker och jordbruksmarker. I reservatet finns växter som annars är sällsynt i regionen, bland annat hassel, tandrot, storrams, vårärt, nordlundarv, myska och trolldruva. Kännetecknande är det rika fågellivet med bland annat rördrom, småfläckig sumphöna, vattenrall, rörhöna, silvertärna samt olika änder och rovfåglar.